# Благословенна в веках дружба народов России и Армении
Памятник «Благословенна в веках дружба народов России и Армении» (авторское название «Единый крест», народное название — «Сёстры») — памятник дружбе христианских народов Армении и России.
Авторы памятника — скульпторы Фридрих и Ваге Согояны. Автор идеи — Варткез Арцруни.
Статуя из двух женских фигур, прильнувших друг к другу, а между ними находится крест. Прототипами женщин были: русской — актрисы Элина Быстрицкая и Наталья Белохвостикова, а также Мария — жена Ваге Согояна, армянки — Шогик Арцруни — жена Варткеза Арцруни.

## История
Памятник был подарен Арменией Москве в 1997 году, в честь 850-летнего юбилея Москвы. Установлен около храма Большое Вознесение на площади Никитских ворот и открыт 29 августа 1997 года.
На постаменте выбиты слова: «Благословенна в веках дружба народов России и Армении» на русском и армянском языках.
2 декабря 2013 года в Ереване был открыт подобный памятник, однако большего размера и женщины поменялись местами. В 2016 году предлагалась установка бронзовой увеличенной копии в Санкт-Петербурге на площади Победы, однако совет Общественной палаты Петербурга отказал в установке.